# Margot Leander
Margot Leander, eigentlich Margarete Gottschalk (* 19. Februar 1895 in Oberlößnitz; † nach 1929) war eine deutsche Konzert- und Opernsängerin (Sopran).

## Leben
Die in Sachsen vor den Toren von Dresden geborene Gottschalk, die sich den Bühnennamen Margot Leander zulegte, debütierte 1915 am Stadttheater Mainz. In den Jahren von 1919 bis 1925 war sie die Erste Sopranistin der Bayerischen Staatsoper in München, 1925 und 1926 war sie Mitglied des Ensembles des Opernhauses in Köln. Gastspiele gab sie an führenden deutschsprachigen Opernhäusern, so beispielsweise am Frankfurter Opernhaus und 1922 in Wien.
Leander spielte 1928 in der Revue-Operette Casanova mit.
Darüber hinaus war sie in den 1920er und 1930er Jahren eine bedeutende Konzertsopranistin, die auch häufig im Münchner Rundfunk zu hören war. Es sind wohl keine kommerziellen Schallplattenaufnahmen von ihr vorhanden. Ob es Mitschnitte von ihren Radiosendungen gibt, ist nicht bekannt.

## Rollen
- Turandot in Turandot von Giacomo Puccini
- Floria Tosca in Tosca von Puccini
- Butterfly in Madama Butterfly von Puccini
- Santuzza in Cavalleria rusticana von Pietro Mascagni
- Carmen in Carmen von Georges Bizet
- Senta in Der Fliegende Holländer von Richard Wagner
- Elsa von Brabant im Lohengrin von Wagner
- Salome in Salome von Richard Strauss
- Elektra in Elektra von Strauss
- Feldmarschallin Fürstin Werdenberg im Rosenkavalier von Strauss
- Färberin in Die Frau ohne Schatten von Strauss
- Diemuth in Feuersnot von Strauss